# فيلاكوايران دي لا بويبرا
بلدية فيلاكوايران دي لا بويبرا (بالإسبانية: Villaquirán de la Puebla)‏, هي إحدى بلديات مقاطعة برغش, التي تقع في منطقة قشتالة وليون, والتي تقع في شمال غرب إسبانيا.
يبلغ عدد سكانها 61 نسمة وفقاً لإحصائية سنة (2002).